# Gesetz über die Errichtung eines Kraftfahrt-Bundesamtes
Das Gesetz über die Errichtung eines Kraftfahrt-Bundesamtes (KBAG) bestimmt, dass das Kraftfahrt-Bundesamt eine Bundesoberbehörde für den Straßenverkehr ist, der keine Landesbehörden und Prüfstellen unterstellt sind und die dem Bundesministerium für Digitales und Verkehr, welches seinen Dienstsitz festlegt, untersteht. Zudem regelt es im Einzelnen die Aufgaben des Bundesamtes. 

## Umfang
Das Gesetz besteht aus fünf Paragraphen, wovon einer weggefallen ist. 